# Järns kyrka
Järns kyrka är en kyrkobyggnad som tillhör Holms församling i Karlstads stift. Den ligger strax söder om centralorten i Melleruds kommun. 

## Kyrkobyggnaden
Den ursprungliga kyrkan av gråsten byggdes på 1200-talet. Nuvarande tresidiga kor tillkom 1726 vid en förlängning åt öster och vid samma tillfälle förstorades fönstren och tre nya fönster togs upp i norr. År 1745 byggdes ett vapenhus framför sydvästra portalen och 1862 förlängdes kyrkan åt väster, varvid ny inredning tillkom. Vapenhuset byggdes 1947 om till sakristia.

## Klockstapel
Väster om kyrkan står en klockstapel av trä, som är helt täckt av skiffer. Den fick sin nuvarande utformning 1882.

## Inventarier

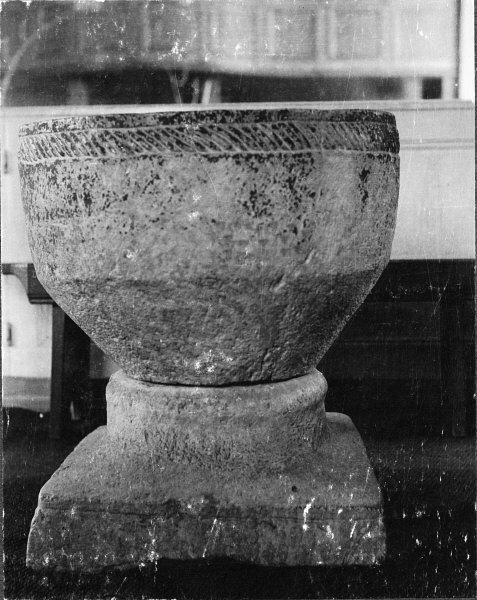
Dopfunten.

- Dopfunt av rödgrå sandsten från 1200-talet. Höjd 73 cm i två delar. Cuppan är skålformig och har en repstav längs den övre kanten. Foten är fyrkantig med en rund bas för cuppan. Ornamentik i form av enkla stiliserade hörnblad och ritsar längs fyrkantens överdel. Uttömningshål i funtens mitt. Funten är tämligen välbevarad med viss sprickbildning.[1]
- En klotformad trätakkrona är från 1700-talet.
- Ljusbågen över kyrkogången är från 1851.
- Takmålningar och altarskåp är från 1800-talet.
- Predikstolen från 1862 är utförd av byggmästare Carl Nordström och ersatte en altarpredikstol från 1843.
- Korfönster med glasmålningar är från 1925.
- Kalk, paten och oblatask är från 1860.

### Orgel
- 1878 eller 1870 byggde amatörorgelbyggaren Anders Hultström, Ör en orgel med 4 stämmor.
- Ett nytt pneumatiskt verk från Setterquist & Son Orgelbyggeri, Örebro tillkom 1932 och är i originalskick. Orgeln har tio stämmor fördelade på två manualer och pedal. Fasaden är stum och är från Anders Hulströms orgel. [2] Orgeln har 4 fasta kombinationer och rooseweltlådor. Tonomfånget är på 56/30.

| Huvudverk I  | Svällverk II      | Pedal             | Koppel    |
| Borduna 16´  | Rörflöjt 8´       | Subbas 16´ (tr I) | I/P       |
| Principal 8´ | Salicional 8'     |                   | II/P      |
| Borduna 8'   | Voix celeste 8'   |                   | II/I      |
| Gamba 8'     | Ekoflöjt 4'       |                   | I 4'/I    |
| Octava 4'    | Crescendosvällare |                   | II 16'/I  |
|              |                   |                   | II 16'/II |

## Bilder

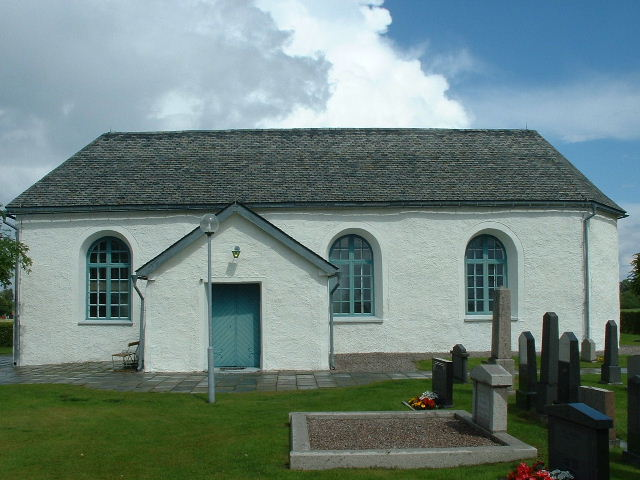
Exteriör
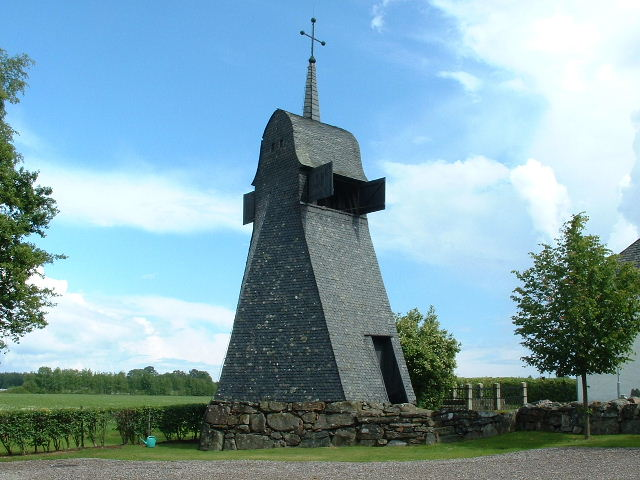
Klockstapeln
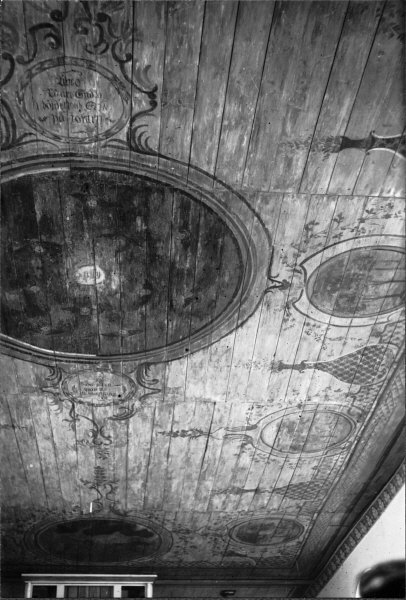
Takmålningar